# Francesco Scala (pittore)
Francesco Scala (Adria, 1643 – Ferrara, 21 dicembre 1698) è stato un pittore italiano.

## Biografia

### Primi anni
Di famiglia contadina, ed egli stesso dedito alla coltivazione della terra, ebbe tuttavia occasione di frequentare il conte Pinamonte Bonacossi, allestitore teatrale a Ferrara, per il quale suo padre lavorava come fattore. Fu questa frequentazione, e in particolare l'esposizione all'ambiente delle scene teatrali, cui accedeva in quanto parte del seguito del conte, ad instillargli la passione per l'arte e ad iniziarlo alla pittura.
Manifestata la sua inclinazione al conte, fu preso sotto la sua ala protettrice, e da questi avviato alla bottega del grande affrescatore Francesco Ferrari, il quale curava gli allestimenti scenici teatrali.

Francesco passò la gioventù al seguito del Ferrari, dando prova di sé nei lavori di pittura in teatro, nelle chiese o nelle case private. La sua esistenza fu tuttavia condizionata dalla comparsa di un umore spesso cupo, che lo portò ad avere difficoltà tali, da correre il rischio di essere allontanato dalla scuola e dalla stessa Ferrara. Tale evento fu scongiurato dalla partenza nel 1680 del Ferrari per Ravenna, dove aveva una commessa, e questo diede occasione a Francesco di cambiare aria.

### Il periodo ravennate
A Ravenna ebbe occasione di venire a contatto con il padre Agostiniano Cesare Pronti, il quale era rinomato per le sue capacità d'uso della prospettiva. Dato che Pronti e Ferrari collaboravano spesso, Francesco ebbe modo di mettere a confronto le due tecniche, e di apprendere dal frate molti nuovi elementi, che ne completarono la formazione. Al termine del periodo del Ferrari a Ravenna, dunque, essendosi affezionato artisticamente ed umanamente all'Agostiniano, chiese ed ottenne di rimanere con quest'ultimo.

Padre Pronti divenne il suo mentore artistico, e presto sia l'allievo che il maestro svilupparono una forte e reciproca affezione, basata tra l'altro sulla grande maestria che il primo mostrava quando accompagnava quest'ultimo nei suoi viaggi di lavoro in Romagna. Francesco manifestò esplicitamente al proprio maestro il desiderio di non lasciarlo mai, e di rimanere per sempre a Ravenna. Tale proponimento fu rafforzato dal fatto che prese in moglie una ragazza del luogo, evento in seguito al quale egli considerò di cominciare a lavorare in proprio. Il matrimonio fu tuttavia estremamente infelice, essendo i cue coniugi affatto discordi di carattere. Le cose peggiorarono a tal punto che padre Pronti si premurò di avvisare il conte Bonacossi, sotto la cui protezione Francesco viveva a Ravenna.

Appreso lo stato delle cose, il conte decise di intervenire e separare temporaneamente i coniugi con la scusa di richiamare Francesco a Ferrara per delle commesse. 

### Il ritorno a Ferrara
Una volta ritornato, Francesco diede immediatamente buona prova di sé, conquistando diverse committenze private, e soprattutto lavorando alla decorazione del palazzo del conte e delle sue case di campagna di Gaibanella e Monestirolo. Ma dove ebbe davvero modo di dimostrare le sue capacità fu nella pittura degli scenari di teatro, di cui i contemporanei dissero che erano "così secondo il vero coloriti, che mai non sembrano finti, tanto al vero assomigliano".
Altra sua opera notevole di questo periodo sono gli affreschi della chiesa della Morte (Oratorio della Santissima Annunziata), ordinatigli dal ricco mercante Pietro Pacchieni, che ne era il commissario. Pur essendo lo spazio a disposizione piuttosto ridotto, Francesco ebbe la capacità di allargarne i confini utilizzando sapientemente elementi architettonici e giochi di prospettiva, tanto che il risultato finale fu giudicato grandioso e maestoso. Completato questo lavoro, Francesco fu indotto, "più per carità, che per ricompensa" a lavorare nella chiesa di San Giuseppe degli Agostiniani Scalzi.
Il quadro principale presente nell'edificio religioso è la rappresentazione di un terremoto, dipinto dal Catanio. Francesco decorò gli spazi di muro laterali, rappresentandovi danni strutturali in maniera così abile, da sembrare effettivamente delle crepe da terremoto. Nella parte bassa dell'affresco sono riportate le parole Domine terraemotum comprime.

Nel 1687 affrescò, con la collaborazione del figurista Maurelio Scannavini, il soffitto della chiesa monacale di S. Guglielmo.
Nel frattempo, fu preso dalla voglia di rivedere Ravenna, e di riprendere i contatti con il suo antico maestro padre Pronti, nonché di tentare un riappacificamento con la moglie. La tregua fra i coniugi durò però solo pochi giorni, e rischiò di finire tragicamente quando, all'apice dell'ennesimo litigio, Francesco colpì la moglie, rischiando di ucciderla. Padre Pronti intervenne ancora una volta, aiutandolo di nascosto a fuggire a Ferrara, dove tornò sotto la protezione del conte e riprese a realizzare scene di teatro.

Terminata anche questa fase di lavoro per il suo protettore, fu assunto dal marchese Onofrio Bevilacqua per la decorazione delle stanze superiori del suo palazzo, dove lavoravano già lo Scannavini e Tommaso Aldobrandini. La competizione con gli altri maestri fece bene a Francesco, che diede il meglio di sé, al punto da fargli dire successivamente che "fino a quel punto avea egli giocato col pennello, non sensatamente lavorato".
Negli anni seguenti, Francesco si impegnò in una serie di opere che furono poi incise in rame, quali Il Giardino delle Eliadi (1687), Il Monte Parnaso (1688) ed Il Drago di Colco (1689). Nel 1690 realizzò il disegno della macchina funeraria allestita per la morte del cardinale Carlo Cerri, vescovo di Ferrara, successivamente bulinata dal Francia e che destò grande stupore.

### Gli ultimi anni
Pur mantenendo un alto livello di produzione artistica, Francesco continuò ad avere forti difficoltà nella vita sociale. L'umore nero dei primi anni si approfondì, rendendolo progressivamente sempre più sciatto nella persona, schivo e silenzioso. La sua misantropia aumentò al punto che per giorni scompariva alla vista dei suoi collaboratori e viveva sulle impalcature, all'insaputa di tutti. La situazione finalmente esplose quando nel 1697 fu preso a servizio dal canonico Giulio Cesare Grazzini, perché affrescasse una stanza da letto della sua casa in via degli Angioli a Ferrara. Il risultato fu la realizzazione di una coppia di angeli evidentemente sproporzionati, i quali ovviamente non incontrarono il gradimento del committente. In quegli stessi giorni, la moglie di Francesco era venuta a Ferrara con l'intenzione di riappacificarsi e vivere insieme, ma questo aveva evidentemente squilibrato il pittore, che era di tutt'altro avviso, e che cominciò a dare segni di follia. Costretto dal conte a vivere con la moglie, fu colpito da depressione, prima, e da furore, poi, cosa che costrinse quanti gli erano vicini a tenerlo incatenato in casa per qualche tempo. Sottoposto a cure calmanti, fu una notte colpito improvvisamente da quella che fu definita "epilessia" (probabilmente un ictus) che lo rese paralitico nella parte destra del corpo, e gli tolse la parola.
Con il corpo scosso da convulsioni, senza altro modo più di esprimersi che alti ruggiti, non si trovò altra soluzione che ricoverarlo del reparto destinato ai malati di mente dell'Arcispedale Sant'Anna di Ferrara. Negli ultimi giorni del 1698 ebbe un breve intervallo di sanità mentale, che gli consentì di attendere alle pratiche religiose dei moribondi. Dopo ciò, si spense progressivamente, morendo il 21 dicembre per un colpo apoplettico. Fu sepolto nel cimitero di S. Lucia Vecchia alla Fagianaia, senza che nessuno di quanti in vita avevano apprezzato la sua arte si mostrasse al funerale. L'unico che si ricordò di lui fu il conte Bonacossi, il quale, pur essendo impegnato a Modena per gravi questioni, dispose che si realizzasse per la sua tomba la seguente iscrizione (la quale però non risulta sia stata poi effettuata):
D.O.M

In comunem huius coemeterii sortem periectus est

Franciscus Scala ferrarensis, seu in architectonico

seu in opere anaglypto, seu demum in scenographica

arte pictor eximius. Qui cum in magno D. Annae 

Nosocomio morbo vexaretur tota incassum

medica arte praestita occubuit die XXI Xbris

MDCXCVIII